# Signe mutable
En astrologie, on appelle signe mutable un signe du zodiaque qui se trouve à la fin d'une saison. Les quatre signes mutables sont ainsi les Gémeaux (fin du printemps), la Vierge (fin de l'été), le Sagittaire (fin de l'automne) et les Poissons (fin de l'hiver).
Dans un thème astrologique, « une nette prédominance du Mutable au détriment du Fixe ou du Cardinal dénote une personnalité souple, adaptable, réceptive, ouverte, assimilatrice, rapide et instable »
. Elle peut aussi porter à l'indécision, l'irrésolution.